# Monts Turkestan
Les monts Turkestan sont une des extensions occidentales du système massif du Tian Shan. Ils s'étendent sur une longueur de 340 kilomètres depuis les monts Alaï, à la frontière tadjiko-kirghize, jusqu'à l'oasis de Samarcande en Ouzbékistan. La chaîne se déroule d'est en ouest, au nord de la chaîne des monts Zeravchan, formant la frontière nord du haut bassin de la rivière Zeravchan et la frontière sud de la vallée de Ferghana au Tadjikistan et de la steppe de la Faim en Ouzbékistan.
Les plus hauts sommets se trouvent à l'est, près de la frontière kirghize. L'altitude maximale est de 5 621 mètres. D'importants glaciers couronnent ces sommets, surtout à l'est. Les versants sud de la chaîne sont généralement dénudés ou revêtent la forme de steppe de montagne, tandis que les versants nord sont couverts de forêts. Une grande route franchit le col de Chakhristan à une altitude de 3 378 mètres ; elle relie la capitale Douchanbé à Khodjent sur le Syr-Daria, dans le nord du Tadjikistan (province de Sughd).

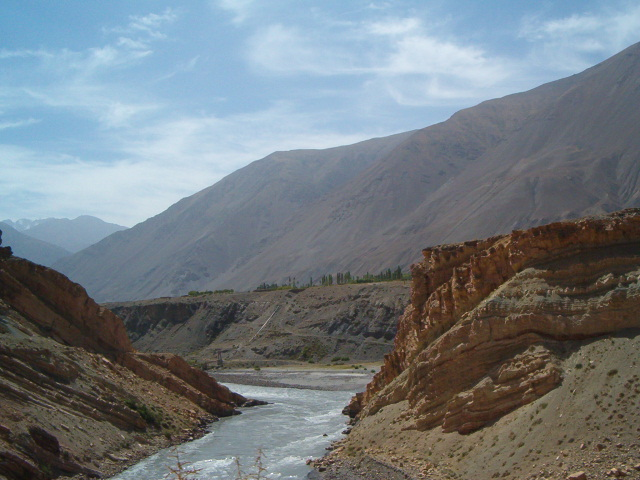
Vue de la rivière Zeravchan traversant la chaîne